# Royal Artillery Barracks

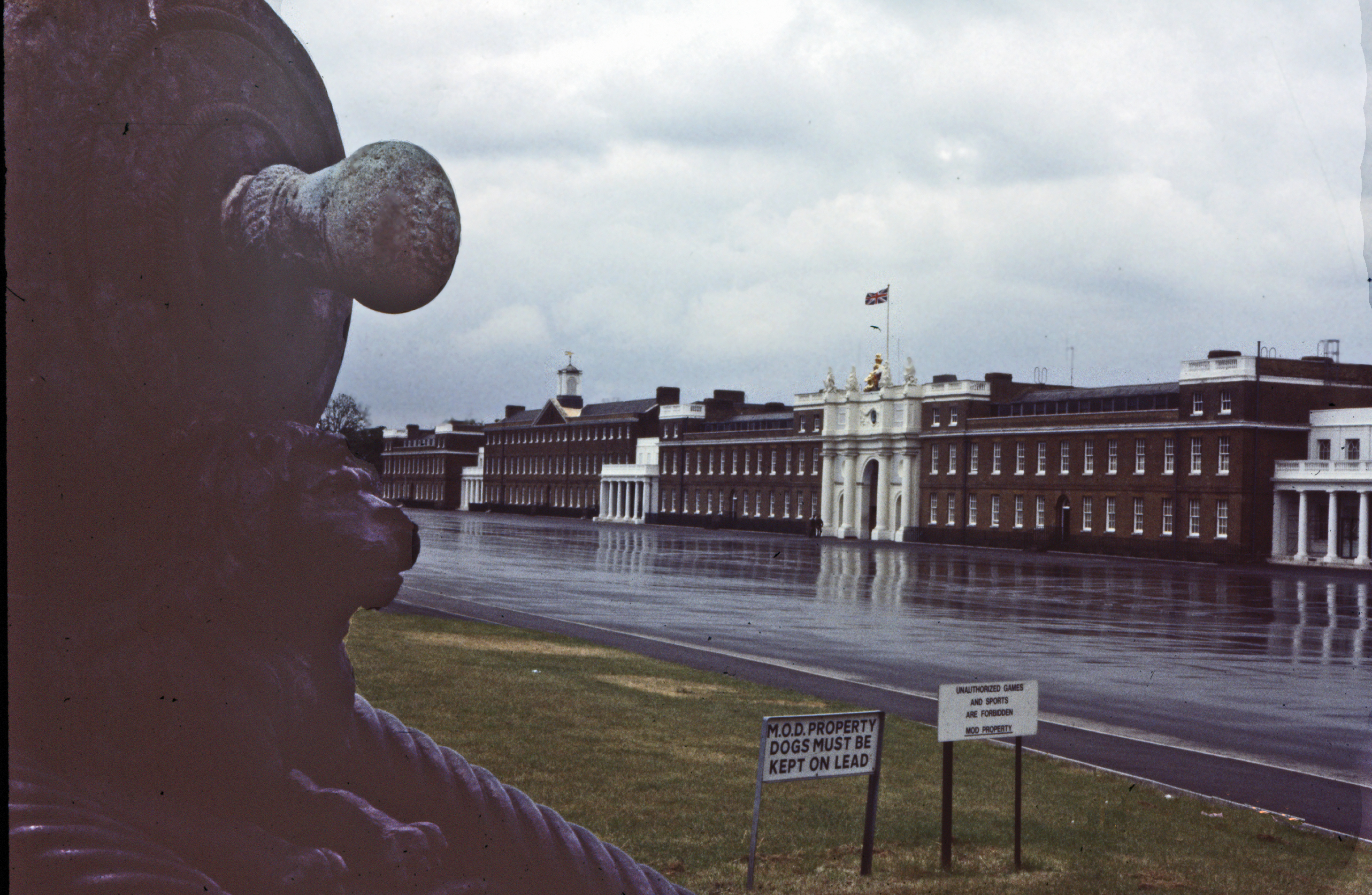
Royal Artillery Barracks 1990

Die Royal Artillery Barracks waren bis zum Juli 2007 Standort und Kaserne des 16. Royal Regiment of Artillery in Woolwich, einem Stadtteil im Südosten von London. 

## Geschichte
Das Gelände wurde von 1716 bis zum 25. Juli 2007 als Standort von Artillerie-Einheiten genutzt, zuletzt des 16. Regiments Royal Artillery. Die Kaserne wurde zwischen 1776 und 1802 auf einem Hügel oberhalb des Woolwich Common errichtet. Woolwich hat eine lange militärische Tradition. Unweit der Kaserne befinden sich das Royal Arsenal, das mehr als 200 Jahre lang die wichtigste Waffenfabrik der britischen Armee war, sowie die Royal Military Academy, in der von 1741 bis 1939 Offiziere und Ingenieure der Artillerietruppen ausgebildet wurden.

## Olympische Sportstätte
Für die Schießwettkämpfe der Olympischen Spiele 2012 war ursprünglich das nationale Schießzentrum (National Shooting Centre) in Bisley in der Grafschaft Surrey vorgesehen. Doch das IOC drängte darauf, einige Wettkampfstätten außerhalb Londons fallen zu lassen. Aus diesem Grund entschied sich das Organisationskomitee für den Bau einer temporären Anlage in der Artilleriekaserne von Woolwich. Die Kosten für die Anlage betrugen 18 Millionen Pfund. Hier fanden während der Olympischen Spiele 2012 die Wettkämpfe im Sportschießen statt sowie bei den Paralympics 2012 die Wettbewerbe im Sportschießen und Bogenschießen. Es standen 7500 Zuschauerplätze zur Verfügung.